# Бородчиці
Боро́дчиці — село в Україні, у Стрийському районі Львівської області. Населення становить 132 особи станом на 01.01.2025. Орган місцевого самоврядування - Ходорівська міська рада.
Біля села розташована підстанція 750/330 кВ “Західноукраїнська”, частина високовольтних ліній Альбертірша–Вінниця та Рівненська АЕС-підстанція “Західноукраїнська”.

## Політика

### Парламентські вибори, 2019
На позачергових парламентських виборах 2019 року у селі функціонувала окрема виборча дільниця № 460341, розташована у приміщенні народного дому.
Результати
- зареєстровано 138 виборців, явка 64,49%, найбільше голосів віддано за «Європейську Солідарність» — 23,60%, за Всеукраїнське об'єднання «Батьківщина» і «Голос» — по 16,85%[3]. В одномандатному окрузі найбільше голосів отримав Андрій Кіт (самовисування) — 48,31%, за Олега Канівця (Громадянська позиція) — 16,85%, за Андрія Гергерта (Всеукраїнське об'єднання «Свобода») — 10,11%[4].

## Пам'ятки
- Дерев'яна церква св. Миколая (1875 р.). Внесена до реєстру пам'яток архітектури місцевого значення за охоронним номером 1426-М.
- Пам'ятник Тарасові Шевченку, українському поету і художнику. Встановлено у 1991 році.

## Світлини

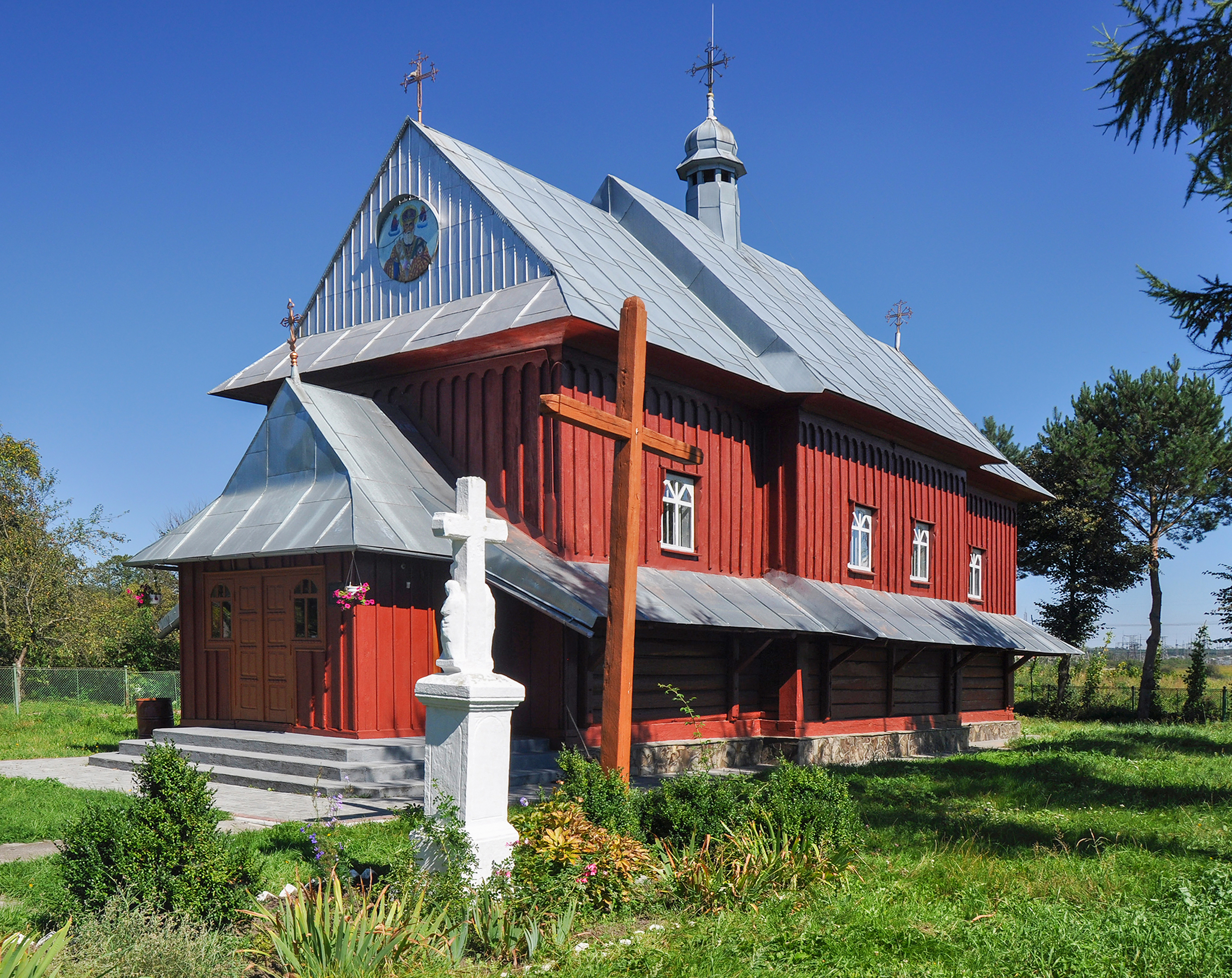
Церква св. Миколая
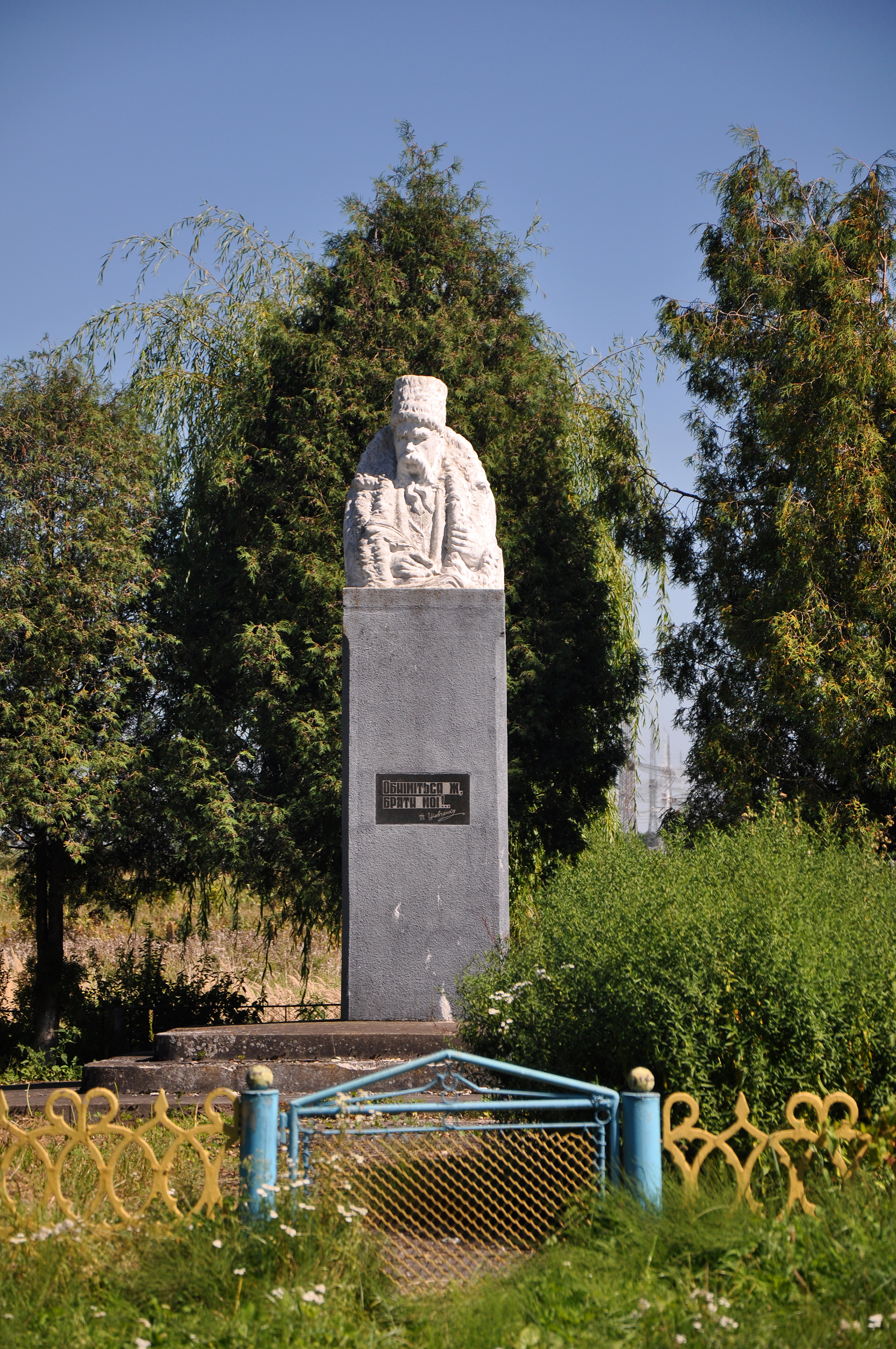
Пам’ятник Тарасові Шевченку